# Prix Gaudí 2024
La 16e cérémonie des Prix Gaudí, organisée par l'Académie du cinéma catalan, se déroule le 4 février 2024 et récompense les productions de cinéma catalan sorties en 2023.
Le film avec le plus de nominations est Creatura d'Elena Martín avec 15 mentions, suivi de Saben aquell de David Trueba avec 13 nominations.
Le film Saben aquell de David Trueba remporte sept prix dont ceux de la meilleure actrice et du meilleur acteur, alors que le film Creatura de Elena Martín remporte six prix dont ceux du meilleur film en langue catalane, du meilleur réalisateur, de la meilleure actrice dans un second rôle, du meilleur acteur dans un second rôle et de la meilleure révélation,,.

## Palmarès

### Meilleur film en langue catalane
- Creatura d'Elena Martín
  - Saben aquell de David Trueba
  - Els encantats (es) d'Elena Trapé (es)
  - La imatge permanent (ca) de Laura Ferrés (es)

### Meilleur film en langue non-catalane
- 20000 espèces d'abeilles (20.000 especies de abejas) de Estibaliz Urresola Solaguren
  - El maestro que prometió el mar de Patricia Font (es)
  - Un amor de Isabel Coixet
  - La llegada de Alejandro Rojas et Juan Sebastián Vásquez

### Meilleur réalisateur
- Elena Martín pour Creatura
  - David Trueba pour Saben aquell
  - Isabel Coixet pour Un amor
  - Agustí Villaronga pour Loli Tormenta (ca)

### Meilleur nouveau réalisateur
- Estibaliz Urresola Solaguren pour 20000 espèces d'abeilles (20.000 especies de abejas)
  - Alejandro Marín pour Te estoy amando locamente
  - Alejandro Rojas et Juan Sebastián Vásquez pour La llegada
  - Laura Ferrés pour La imatge permanent (ca)

### Meilleur scénario original
- Alejandro Rojas et Juan Sebastián Vásquez pour La llegada
  - Elena Martín et Clara Roquet pour Creatura
  - Estibaliz Urresola Solaguren pour 20000 espèces d'abeilles (20.000 especies de abejas)
  - Isa Campo et Victor Iriarte  pour Sobre todo de noche

### Meilleur scénario adapté
- Isabel Coixet et Laura Ferrero pour Un amor
  - Albert Val  pour El maestro que prometió el mar
  - Pablo Berger pour Mon ami robot (Robot Dreams)
  - David Trueba et Albert Espinosa Puig pour Saben aquell

### Meilleure actrice
- Carolina Yuste pour Saben aquell
  - Bruna Cusí pour La llegada
  - Laia Costa pour Un amor
  - Patricia López Arnaiz pour 20000 espèces d'abeilles (20.000 especies de abejas)

### Meilleur acteur
- David Verdaguer pour Saben aquell
  - Alberto Ammann pour La llegada
  - Enric Auquer pour El maestro que prometió el mar
  - Oriol Pla pour Creatura

### Meilleure actrice dans un second rôle
- Clara Segura pour Creatura
  - Aina Clotet pour Els encantats (es)
  - Ane Gabarain pour 20000 espèces d'abeilles (20.000 especies de abejas)
  - Ana Torrent pour Sobre todo de noche

### Meilleur acteur dans un second rôle
- Àlex Brendemühl pour Creatura
  - Daniel Brühl pour La contadora de películas
  - Hugo Silva pour Un amor
  - Pedro Casablanc pour Saben aquell

### Meilleure révélation
- Claudia Malagelada pour Creatura
  - Ainara Elejalde pour Els encantats (es)
  - Alícia Falcó pour En bonne compagnie (Las buenas compañias)
  - La Dani pour Te estoy amando locamente

### Meilleur film documentaire
- Mentre siguis tu de Claudia Pinto
  - Alteritats de Alba Cros et Nora Haddad
  - Hermano Caballo de Marcel Barrena
  - Muyeres de Marta Lallana

### Meilleur film d'animation
- Mon ami robot (Robot Dreams) de Pablo Berger
  - They Shot the Piano Player (Dispararon al pianista) de Fernando Trueba et Javier Mariscal
  - Hanna i els monstres de Lorena Ares
  - Heavies tendres de Joan Tomas Monfort

### Meilleur court métrage
- El bus de Sandra Reina
  - Blow! de Neus Ballús
  - La herida luminosa de Christian Avilés
  - Tots els meus colors de Anna Solanas et Marc Riba

### Meilleur téléfilm
- Quico Sabaté: sense destí de Sílvia Quer
  - Miró de Oriol Ferrer

### Meilleur film européen
- Le Cercle des neiges de Juan Antonio Bayona
  - Sans filtre (Triangle of Sadness) de Ruben Östlund
  - Aftersun de Charlotte Wells
  - Les Huit Montagnes (Le otto montagne) de Felix Van Groeningen et Charlotte Vandermeersch
  - Close de Lukas Dhont

### Meilleure direction de production
- Eduard Vallès pour Saben aquell
  - Andrés Mellinas pour Creatura
  - Elisa Sirvent et Patricio Pereira pour La contadora de películas
  - Eva Taboada pour Un amor

### Meilleure direction artistique
- Marc Pou pour Saben aquell
  - Josep Rosell pour El maestro que prometió el mar
  - Sylvia Steinbrecht pour Creatura
  - Izaskun Urkijo pour 20000 espèces d'abeilles (20.000 especies de abejas)

### Meilleure photographie
- Gina Ferrer pour 20000 espèces d'abeilles (20.000 especies de abejas)
  - Agnès Piqué Corbera pour La imatge permanent (ca)
  - Alana Mejía González pour Creatura
  - Bet Rourich pour Un amor

### Meilleure musique
- Alfonso de Vilallonga pour Mon ami robot (Robot Dreams)
  - Andrea Motis pour Saben aquell
  - Clara Aguilar pour Creatura
  - Maria Arnal et Nora Haddad pour Alteritats

### Meilleur montage
- Ariadna Ribas pour Creatura
  - Ana Paz pour Sobre todo de noche
  - Bernat Aragonés pour La contadora de películas
  - Raúl Barreras pour 20000 espèces d'abeilles (20.000 especies de abejas)

### Meilleurs costumes
- Lala Huete pour Saben aquell
  - Isis Velasco  pour Te estoy amando locamente
  - María Armengol pour El maestro que prometió el mar
  - Mercè Paloma pour La contadora de películas

### Meilleur maquillage
- Caitlin Acheson, Nacho Díaz et Benjamín Pérez pour Saben aquell
  - Danae Gatell et Alexandra Salva pour Creatura
  - Patricia Reyes pour El maestro que prometió el mar
  - Patricia Reyes et Jesús Martos pour La contadora de películas

### Meilleurs effets visuels
- Bernat Aragonés pour La contadora de películas
  - Cristina Garmón pour Creatura
  - David Martí et Montse Ribé pour Secaderos (ca)
  - Wesley Barnard et Miriam Piquer pour Saben aquell

### Meilleur son
- Xavi Mas, Eduardo Castro et Yasmina Praderas pour Saben aquell
  - Albert Gay, Enrique G. Bermejo et Carlos Jiménez pour Un amor
  - Eva Valiño, Koldo Corella et Xanti Salvador pour 20000 espèces d'abeilles (20.000 especies de abejas)
  - Leo Dolgan, Oriol Donat et Laia Casanovas pour Creatura

### Prix d'honneur
- Rosa Vergés

### Prix du public
- El maestro que prometió el mar de Patricia Font

## Statistiques

### Nominations multiples
15 : Creatura
13 : Saben aquell
9 : 20000 espèces d'abeilles (20.000 especies de abejas)
8 : Un amor
6 : El maestro que prometió el mar, La contadora de películas
5 : La llegada
3 : Els encantats (es), La imatge permanent (ca), Sobre todo de noche, Te estoy amando locamente, Mon ami robot (Robot Dreams)

### Récompenses multiples
7 : Saben aquell
6 : Creatura
3 : 20000 espèces d'abeilles (20.000 especies de abejas)
2 : Mon ami robot (Robot Dreams)